# 그래프 데카르트 곱

그래프 데카르트 곱의 예. 5개의 꼭짓점 및 5개의 변을 갖는 그래프와 4개의 꼭짓점 및 3개의 변을 갖는 그래프의 데카르트 곱은 5×4=20개의 꼭짓점을 가지며, 5×3+4×5=35개의 변을 가진다.

그래프 데카르트 곱의 예. 5개의 꼭짓점 및 6개의 변을 갖는 그래프와 2개의 꼭짓점 및 1개의 변을 갖는 그래프의 데카르트 곱은 5×2=10개의 꼭짓점을 가지며, 5×1+2×6=17개의 변을 가진다.

그래프 이론에서 그래프 데카르트 곱(graph Descartes곱, 영어: Cartesian product of graphs)은 두 그래프를 합치는 이항 연산이다. 이렇게 얻은 그래프의 꼭짓점의 수는 원래 두 그래프의 꼭짓점의 수들의 곱과 같다.

## 정의
그래프의 족 {\displaystyle (\Gamma _{i})_{i\in I}}의 그래프 데카르트 곱
{\displaystyle \Gamma ={\prod \!\!\!\!\!\!\!\!}\!\coprod _{i\in I}\Gamma _{i}}
은 다음과 같은 그래프이다.
{\displaystyle {\mathsf {V}}(\Gamma )=\prod _{i\in I}{\mathsf {V}}(\Gamma _{i})}
{\displaystyle uv\in {\mathsf {E}}(\Gamma )\iff \exists i\in I\colon \left(u_{i}v_{i}\in {\mathsf {E}}(\Gamma _{i})\land \forall j\in I\setminus \{i\}\colon u_{i}=v_{j}\right)}
즉, 데카르트 곱 {\displaystyle \Gamma }는 다음과 같은 그래프이다.
- 그 꼭짓점 {\displaystyle v\in {\mathsf {V}}(\Gamma )}은 각 성분 {\displaystyle \Gamma _{i}}의 꼭짓점들의 열 {\displaystyle (v_{i})_{i\in I}}, {\displaystyle v_{i}\in {\mathsf {V}}(\Gamma _{i})}이다.
- 두 꼭짓점 {\displaystyle u,v\in {\mathsf {V}}(\Gamma )}이 변으로 연결되어 있을 필요 충분 조건은 어떤 성분 {\displaystyle i\in I}에 대하여, {\displaystyle u_{i}}와 {\displaystyle v_{i}}가 그래프 {\displaystyle \Gamma _{i}}에서 변으로 연결되며, 나머지 성분들이 모두 일치하는 것이다.

두 그래프 {\displaystyle \Gamma }, {\displaystyle \Gamma '}의 데카르트 곱은 {\displaystyle \Gamma \,\square \,\Gamma '}으로 표기한다.

## 성질
그래프 데카르트 곱은 (표준적 그래프 동형 아래) 결합 법칙과 교환 법칙을 따른다. 그래프 데카르트 곱의 항등원은 한원소 그래프 {\displaystyle {\mathsf {K}}_{1}}이다.
두 그래프 {\displaystyle \Gamma }, {\displaystyle \Gamma '}에 대하여 다음이 성립한다.
{\displaystyle \left|{\mathsf {V}}\left({\prod \!\!\!\!\!\!\!\!}\!\coprod _{i\in I}\Gamma _{i}\right)\right|=\prod _{i\in I}|{\mathsf {V}}(\Gamma _{i})|}
{\displaystyle \left|{\mathsf {E}}\left({\prod \!\!\!\!\!\!\!\!}\!\coprod _{i\in I}\Gamma _{i}\right)\right|=\sum _{i\in I}|{\mathsf {E}}(\Gamma _{i})|\prod _{j\in I\setminus \{i\}}|{\mathsf {V}}(\Gamma _{j})|}
(무한 그래프의 경우 이는 기수의 연산으로 해석한다.)

### 인접 행렬
두 유한 그래프 {\displaystyle \Gamma }, {\displaystyle \Gamma '}의 데카르트 곱의 인접 행렬은 다음과 같다.
{\displaystyle {\mathsf {A}}_{\Gamma \,\square \Gamma '}={\mathsf {A}}_{\Gamma }\otimes 1_{{\mathsf {V}}(\Gamma ')}+1_{{\mathsf {V}}(\Gamma )}\otimes {\mathsf {A}}_{\Gamma '}}
여기서 {\displaystyle \otimes }는 행렬의 크로네커 곱이다.
특히, {\displaystyle \Gamma \,\square \,\Gamma '}의 스펙트럼(인접 행렬의 고윳값의 중복집합)은 {\displaystyle \Gamma }와 {\displaystyle \Gamma '}의 스펙트럼의 합이다.
{\displaystyle \operatorname {Spec} (\Gamma \,\square \,\Gamma ')=\operatorname {Spec} (\Gamma )+\operatorname {Spec} (\Gamma ')=\{\lambda +\lambda '\colon \lambda \in \operatorname {Spec} \Gamma ,\;\lambda '\in \operatorname {Spec} \Gamma '\}}

### 채색수
유한한 채색수를 가진, 하나 이상의 꼭짓점을 갖는 두 (유한 또는 무한) 그래프 {\displaystyle \Gamma }, {\displaystyle \Gamma '}의 데카르트 곱의 채색수는 각 그래프의 채색수 가운데 최댓값이다. (두 그래프 가운데 하나가 꼭짓점을 갖지 않는다면 그 데카르트 곱의 채색수는 자명하게 0이다.)
{\displaystyle \chi (\Gamma \,\square \,\Gamma ')={\begin{cases}\max _{i\in I}\{\chi (\Gamma ),\chi (\Gamma ')\}&(\Gamma \neq \varnothing \neq \Gamma ')\\0&(\varnothing \in \{\Gamma ,\Gamma '\})\end{cases}}}
특히, 두 그래프의 데카르트 곱이 이분 그래프일 필요 충분 조건은 다음과 같다.
- 둘 다 이분 그래프이거나, 또는 둘 가운데 하나가 {\displaystyle \varnothing }이다.

### 데카르트 곱 분해
한원소 그래프 {\displaystyle {\mathsf {K}}_{1}}이 아닌 두 그래프의 데카르트 곱으로 표현될 수 없는 그래프를 데카르트 소 그래프(Descartes素graph,영어: Cartesian-prime graph)라고 하자.
모든 연결 유한 그래프는 소 그래프들의 데카르트 곱으로 표현될 수 있으며, 이러한 표현은 (순서를 무시하면) 유일하다. 그러나 연결 그래프가 아닌 그래프의 경우 이러한 표현은 일반적으로 유일하지 않다. 예를 들어, 다음이 성립한다.
{\displaystyle ({\mathsf {K}}_{1}\sqcup {\mathsf {K}}_{2}\sqcup {\mathsf {K}}_{2}^{\square 2})\,\square \,({\mathsf {K}}_{1}\sqcup {\mathsf {K}}_{2}^{\square 3})=({\mathsf {K}}_{1}\sqcup {\mathsf {K}}_{2}^{\square 2}\sqcup {\mathsf {K}}_{2}^{\square 4})\,\square ({\mathsf {K}}_{1}\sqcup {\mathsf {K}}_{2})}

## 예
작은 그래프의 데카르트 곱에 대하여 다음이 성립한다. 여기서 {\displaystyle {\mathsf {K}}_{i}}는 완전 그래프이며, {\displaystyle {\bar {\mathsf {K}}}_{i}}는 무변 그래프이며, {\displaystyle {\mathsf {C}}_{i}}는 순환 그래프이며, {\displaystyle {\mathsf {P}}_{i}}는 경로 그래프이다. {\displaystyle \Gamma }는 임의의 그래프이다.

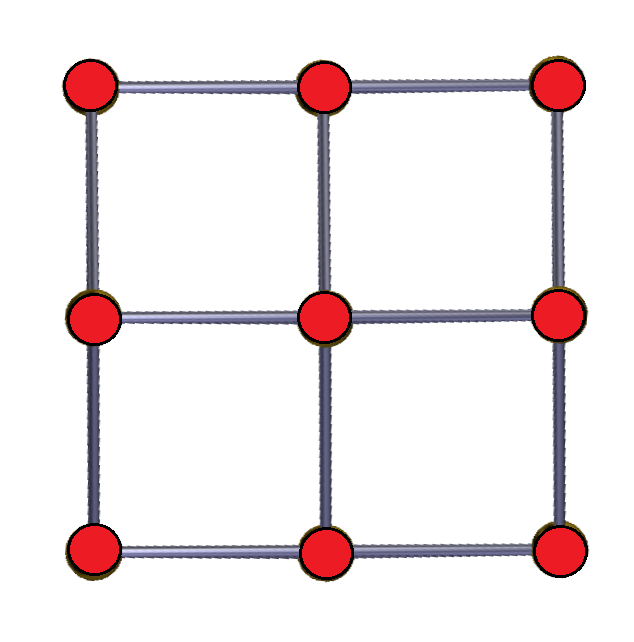
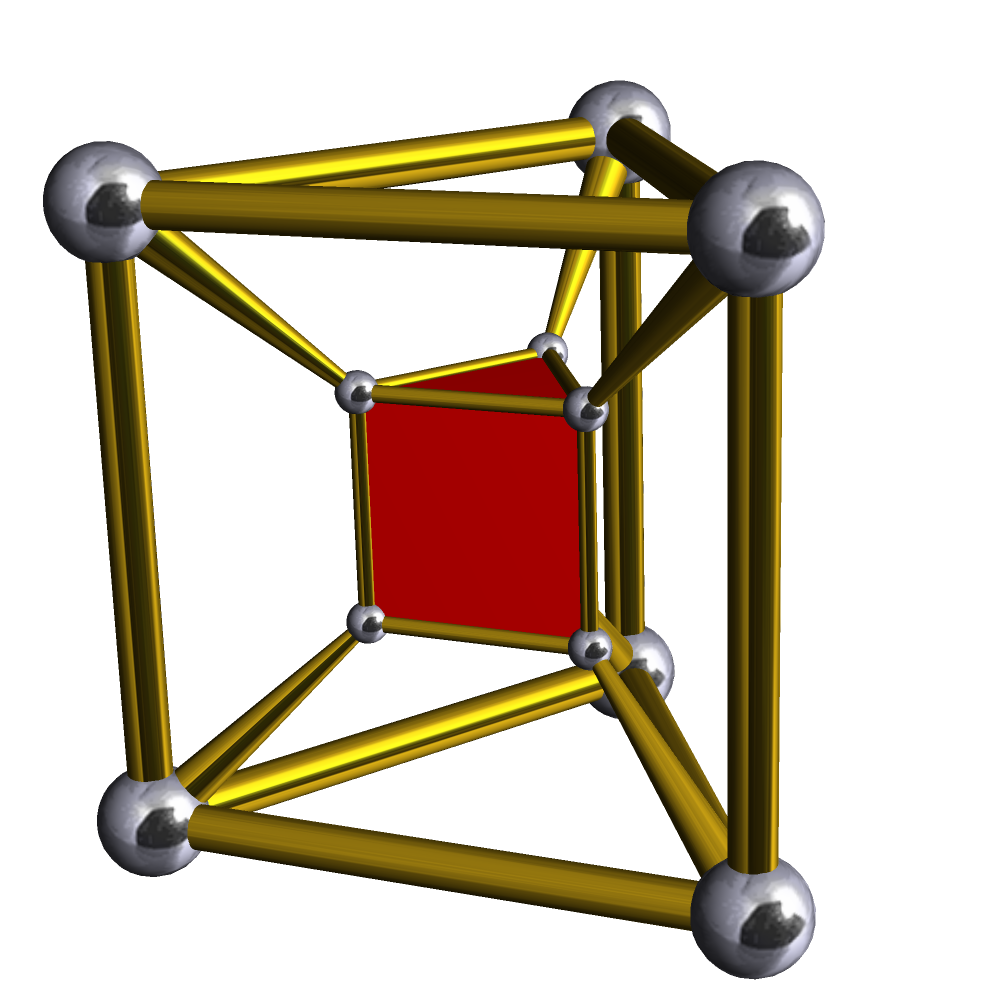
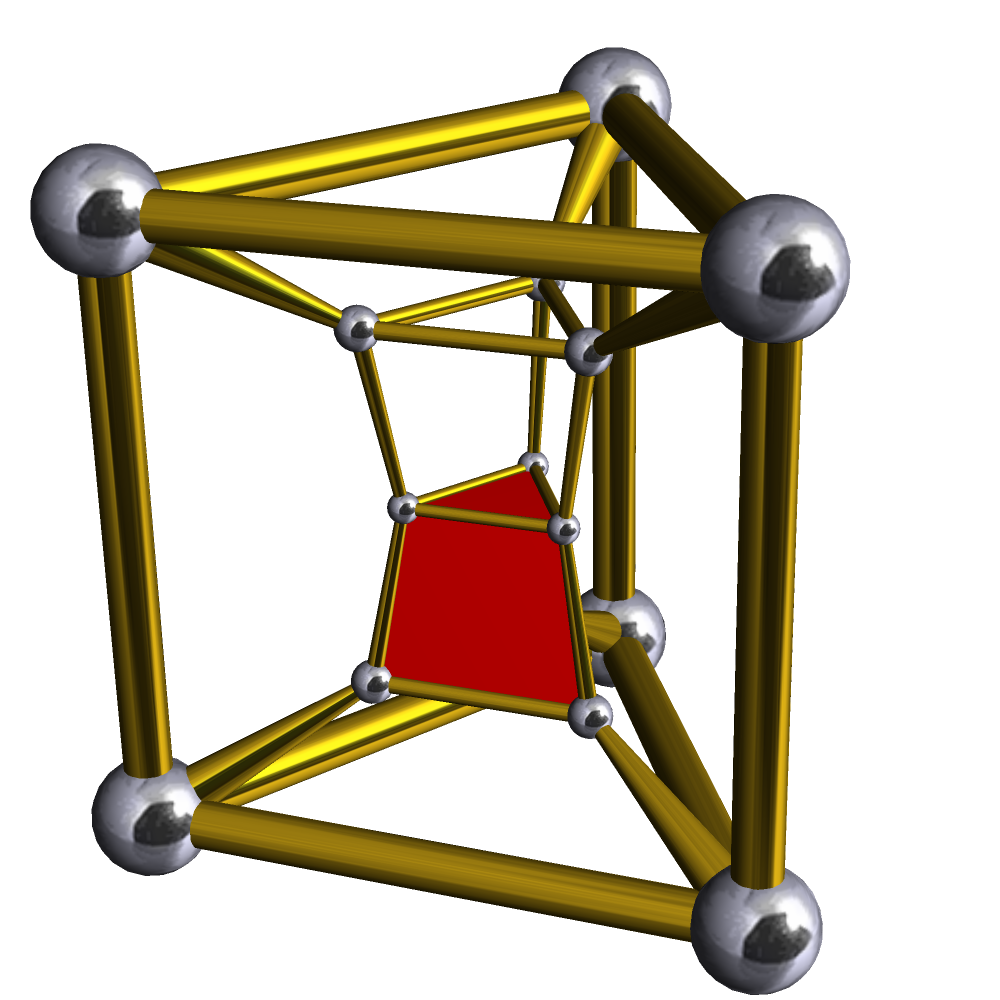

{\displaystyle {\mathsf {K}}_{1}\,\square \,\Gamma =\Gamma }
{\displaystyle {\mathsf {K}}_{2}\,\square \,{\mathsf {K}}_{2}={\mathsf {C}}_{4}}
{\displaystyle {\mathsf {K}}_{2}\,\square \,{\mathsf {C}}_{4}=} 정육면체 그래프
{\displaystyle {\bar {\mathsf {K}}}_{i}\,\square \,{\bar {\mathsf {K}}}_{j}={\bar {\mathsf {K}}}_{ij}}
{\displaystyle {\bar {\mathsf {K}}}_{i}\,\square \,\Gamma =\Gamma ^{\sqcup i}}
- {\displaystyle {\mathsf {K}}_{2}\,\square \,{\mathsf {K}}_{2}}
- {\displaystyle {\bar {\mathsf {K}}}_{2}\,\square \,{\bar {\mathsf {K}}}_{3}}
- {\displaystyle {\bar {\mathsf {K}}}_{3}\,\square \,{\mathsf {K}}_{2}}
- {\displaystyle {\bar {\mathsf {K}}}_{2}\,\square \,{\mathsf {K}}_{3}}
- {\displaystyle {\mathsf {K}}_{3}\,\square \,{\mathsf {K}}_{2}}
- {\displaystyle {\mathsf {K}}_{2}\,\square \,{\mathsf {K}}_{2}\,\square \,{\mathsf {K}}_{2}}
- {\displaystyle {\mathsf {P}}_{3}\,\square \,{\mathsf {P}}_{3}}
- {\displaystyle {\mathsf {K}}_{3}\,\square \,{\mathsf {K}}_{3}}
- {\displaystyle {\mathsf {C}}_{5}\,\square \,{\mathsf {K}}_{2}}
- {\displaystyle {\mathsf {C}}_{6}\,\square \,{\mathsf {K}}_{2}}
- {\displaystyle {\mathsf {K}}_{2}\,\square \,{\mathsf {K}}_{2}\,\square \,{\mathsf {P}}_{3}}
- {\displaystyle {\mathsf {K}}_{2}\,\square \,{\mathsf {K}}_{2}\,\square \,{\mathsf {K}}_{3}}
- {\displaystyle {\mathsf {C}}_{7}\,\square \,{\mathsf {K}}_{2}}
- {\displaystyle {\mathsf {C}}_{5}\,\square \,{\mathsf {K}}_{3}}
- {\displaystyle {\mathsf {K}}_{2}\,\square \,{\mathsf {K}}_{2}\,\square \,{\mathsf {K}}_{2}\,\square \,{\mathsf {K}}_{2}}
- {\displaystyle {\mathsf {P}}_{8}\,\square \,{\mathsf {K}}_{2}}
- {\displaystyle {\mathsf {K}}_{8}\,\square \,{\mathsf {K}}_{8}}

## 역사
그래프 데카르트 곱은 1912년에 알프레드 노스 화이트헤드와 버트런드 러셀이 《수학 원리》 2권에서 최초로 사용하였다. 이후 게르트 자비두시(독일어: Gert Sabidussi, 1929〜)가 1960년에 이 연산을 재발견하였다.

## 참고 문헌
1. ↑  Whitehead, Alfred North; Russell, Bertrand (1912). 《Principia Mathematica. Volume 2》 (영어). Zbl 43.0093.03 |zbl= 값 확인 필요 (도움말).
2. ↑  Sabidussi, Gert (1960). “Graph multiplication”. 《Mathematische Zeitschrift》 (영어) 72: 446–457. doi:10.1007/BF01162967. MR 0209177.